# Thermocyclops consimilis
Thermocyclops consimilis – gatunek widłonoga z rodziny Cyclopidae. Nazwa naukowa tego gatunku skorupiaków została opublikowana w 1934 roku przez niemieckiego zoologa Friedricha Kiefera.